# Амінофілін
Амінофілін — сполука бронходилататора теофіліну з етилендіаміном у співвідношенні 2:1. Етилендіамін покращує розчинність, а амінофілін зазвичай зустрічається у вигляді дигідрату.
Амінофілін менш потужний і має меншу дію, ніж теофілін. Його найчастіше використовують для лікування обструкції дихальних шляхів від астми або ХОЗЛ. Амінофілін є неселективним антагоністом аденозинових рецепторів та інгібітором фосфодіестерази.

## Властивості
Він краще розчиняється у воді, ніж теофілін. Білі або злегка жовтуваті гранули або порошок з легким аміачним запахом і гіркуватим смаком. При взаємодії з повітрям він поступово втрачає етилендиамін і поглинає вуглекислий газ з вивільненням вільного теофіліну. Його розчини є лужними. 1 г розчиняють у 25 мл води з утворенням прозорого розчину; 1 г розчинений у 5 мл води, кристалізується при стоянні, але знову розчиняється при додаванні невеликої кількості етилендиаміну. Нерозчинний у спирті та в ефірі.

## Фармакологія
Як і інші метильовані похідні ксантину, амінофілін одночасно є
1. Конкурентний неселективний інгібітор фосфодіестерази[3] який підвищує внутрішньоклітинний цАМФ, активує PKA, інгібує синтез TNF-альфа[4][5] і лейкотрієну[6], а також зменшує запалення та вроджений імунітет[6]
2. Неселективний антагоніст аденозинових рецепторів[en].[7]

Амінофіллін викликає бронходилатацию, діурез, стимулює центральну нервову систему і серце, також секрецію кислоти в шлунку шляхом блокування фосфодіестерази, яка збільшує тканинну концентрацію циклічного аденозинмонофосфату (цАМФ), який, в свою чергу, стимулює катехоламіни що сприяє ліполізу, глікогенолізу і глюконеогенезу, та індукує вивільнення епінефрину з клітин мозкової речовини надниркових залоз.
Аденозин є ендогенним позаклітинним посередником, який може регулювати потребу міокарда в кисні. Він діє через рецептори клітинної поверхні, які впливають на внутрішньоклітинні сигнальні шляхи для збільшення кровотоку в коронарній артерії, уповільнення серцевого ритму, блокування провідності атріовентрикулярного вузла, пригнічення автоматизму серця та зменшення β-адренергічних ефектів на скоротливість. Аденозин також протидіє хронотропному та іонотропному ефектам катехоламінів що циркулюють. Загалом, аденозин зменшує частоту серцевих скорочень і силу скорочень, що збільшує кровопостачання серцевого м'яза. За конкретних обставин цей механізм (який призначений для захисту серця) може викликати резистентну до атропіну рефрактерну брадиасистолію. Ефекти аденозину залежать від концентрації. Рецептори аденозину конкурентно протидіють метилксантинам, таким як амінофілін. Амінофілін конкурентно протидіє серцевій дії аденозину на рецепторах клітинної поверхні. Таким чином, він підвищує частоту серцевих скорочень і скоротливість.

## Медичне використання
Внутрішньовенне введення амінофіліну можна використовувати при загостренні симптомів та реверсній обструкції дихальних шляхів при астмі та інших хронічних захворюваннях легенів, таких як ХОЗЛ, емфізема та хронічний бронхіт. Використовується як доповнення до інгаляційних бета-2 селективних агоністів та системно введених кортикостероїдів.
Амінофілін використовується для скасування інфузій на основі регаденозону, дипіридамолу або аденозину під час кардіологічного стрес-тесту. Також повідомлялося, що амінофілін ефективний для запобігання уповільненому серцевому ритму під час складних серцево-судинних втручань (наприклад, атеректомія правої коронарної артерії). Він також використовується для лікування блокади серця внаслідок гострого нижнього інфаркту міокарда. Також може спричинити зупинку серця.[джерело?]
Амінофілін продемонстрував певну перспективність як зменшувач жиру в організмі при використанні у формі місцевого крему. Амінофілін також є варіантом лікування анафілактичного шоку.
Хоча його було запропоновано для використання при зупинці серця, докази не підтверджують переваги.

## Побічні ефекти
Амінофілін може провокувати токсичність теофіліну. Встановлено, що амінофілін зменшує седативну дію пропофолу та зменшує протисудомну дію топірамату.

## Протипоказання
Гіперчутливість, гострий інфаркт міокарда
Підвищена чутливість похідних ксантину (кофеїн, пентоксифілін, теобромін); гостра серцева недостатність, декомпенсована хронічна серцева недостатність, стенокардія, гострий інфаркт міокарда, пароксизмальна тахікардія, екстрасистолія, тяжка форма артеріальної гіпертензії та гіпотензія, розповсюджений атеросклероз судин, набряк легенів, геморагічний інсульт, крововилив у сітківку ока, кровотеча в анамнезі, загострення виразки шлунка і дванадцятипалої кишки, гастроезофагеальний рефлюкс, епілепсія, глаукома, підвищена судомна готовність, неконтрольований гіпотиреоз, гіпертиреоз, тиреотоксикоз, тяжка печінкова та/або ниркова недостатність, порфірія, сепсис, застосування дітям одночасно з ефедрином, перша половина вагітності.

## Торгові назви
- Еуфілін
- Філоконтин
- Труфілін
- Міномал R 175 мг таб.
- Міномал R 350 мг таб.
- Міномал SR 600 мг таб.